# Isla de Haruku
La Isla de Haruku (en indonesio: Pulau Haruku) es una isla en el centro de la regencia de Maluku (Regencia de Molucas), en la provincia de Maluku (Molucas), al este del país asiático de Indonesia, que se extiende al este de la isla de Ambon y justo al sur de Ceram. Se administra como un solo distrito, Kecamatan Pulau Haruku, con una población según el censo de 2010 de 24.170 personas. En la isla de Haruku el idioma común es el Haruku.